# Aanslag op het Togolees voetbalelftal op 8 januari 2010

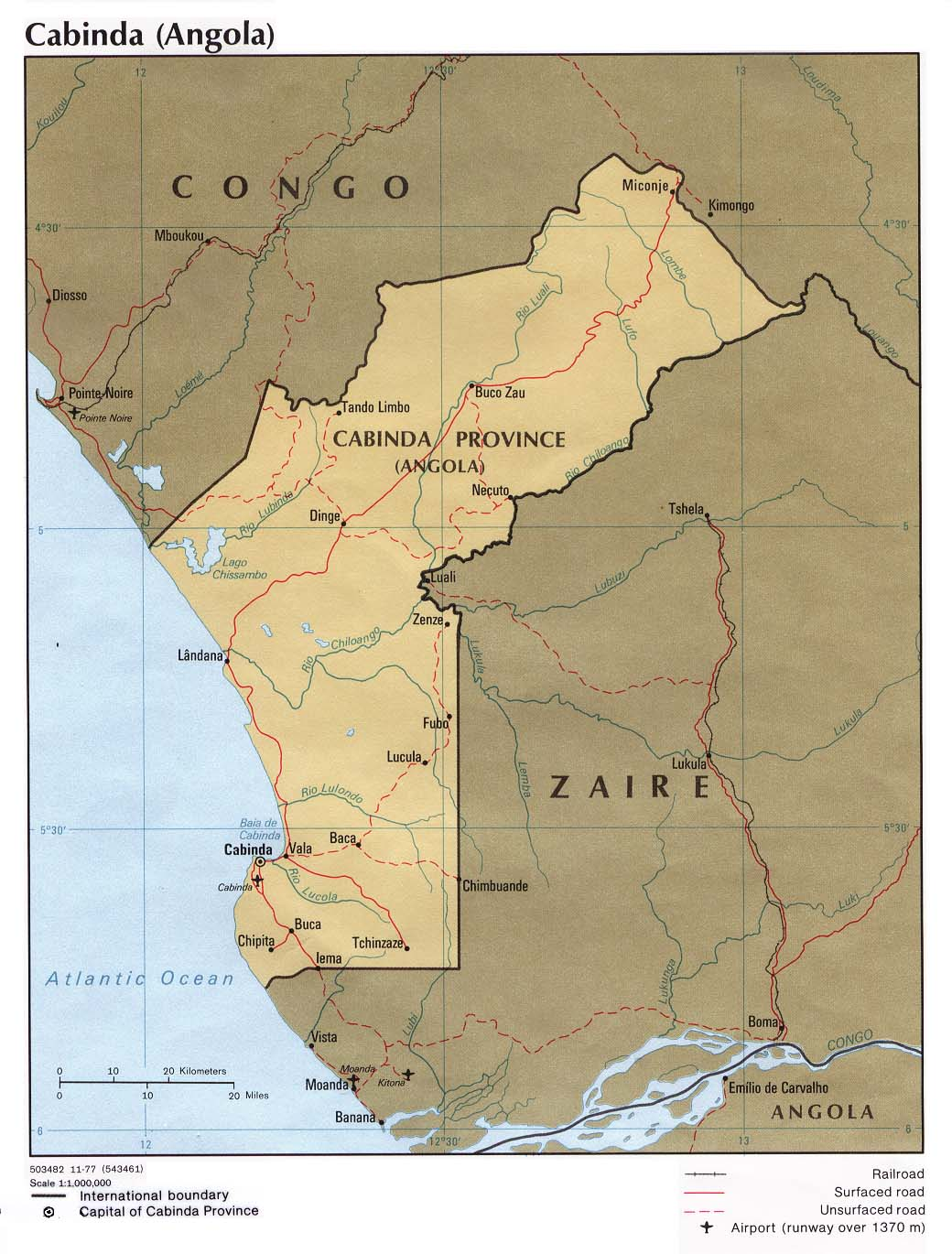
Angolese exclave Cabinda

De aanslag op het Togolees voetbalelftal op 8 januari 2010 in de Angolese exclave Cabinda was een paramilitaire aanslag van de Angolese separistische guerrillagroep FLEC.

## Aanslag
Het nationaal voetbalelftal van Togo was vanuit zijn trainingskamp in Pointe-Noire, Congo per bus op weg naar Cabinda, waar het op 11 januari 2010 zijn eerste groepswedstrijd van de Afrika Cup zou spelen tegen Ghana.
Toen de bus vlak na de grens stilstond om formaliteiten af te handelen, werd de bus beschoten door personen met machinegeweren.
In totaal vielen er negen gewonden, waaronder de spelers Kodjovi Obilalé en Serge Akakpo. Daarnaast kwamen de chauffeur van de bus, de woordvoerder van het elftal en de assistent-bondscoach Améleté Abalo om bij de aanval. Reservedoelman Obilalé werd in kritieke toestand naar het ziekenhuis afgevoerd omdat hij door twee kogels geraakt werd. Hij werd geopereerd en was al snel buiten levensgevaar.
De aanslag werd hierna opgeëist door de FLEC, die naar onafhankelijkheid van Cabinda streeft.

## Gevolgen
Naar aanleiding van deze aanslag trok Togo zich terug uit de competitie. De spelers gaven een dag later aan om toch te willen spelen, maar uiteindelijk besloot de Togolese overheid het team terug te trekken. De organisatie van de Afrika Cup besloot om het toernooi ondanks de aanslag door te laten gaan. Togo krabbelde een klein beetje terug door te zeggen dat het land misschien later tijdens het toernooi alsnog zou instromen. Een paar dagen later maakte de voetbalbond echter bekend dat het land zich definitief zou terugtrekken uit de Afrika Cup. Sterspeler Emmanuel Adebayor maakte na de aanslag bekend niet meer voor Togo uit te willen komen.